# Julie Laurberg
Julie Rasmine Marie Laurberg , född 7 september 1856 i Grenå, död 29 juni 1925 i Ordrup, var en dansk fotograf och affärsidkare, och  medlem i Dansk Fotografisk Forening (DFF). Hon var också aktiv i Dansk Kvindesamfund.
1895 öppnade hon sin egen ateljé i den nya Magasin du Nord-byggnaden i centrala Köpenhamn, där hon arbetade med sin tidigare elev Franziska Gad. Från 1907, när Gad blev officiell delägare i verksamhet, blev studion allmänt erkänd och lockade välbärgade personligheter för att få sina porträtt tagna. 
Ett av hennes mest kända porträtt är av operasångerskan Margrethe Lendrop, som publicerades som vykort. Känt som Julie L. & Gad, fick företaget 1919 status som Kunglig hovfotograf.
Laurbergs arkitektoniska fotografier uppskattades också, särskilt de av den nya varugården och hallen i Stadshusbyggnaden. Mellan 1908 och 1910 tog hon även fotografier av Christian IX:s palats på Amalienborg, av vilka många har bevarats som stora tryck. Hon dog den 29 juni 1925 och ligger begravd på Assistens kyrkogård. 

## Galleri

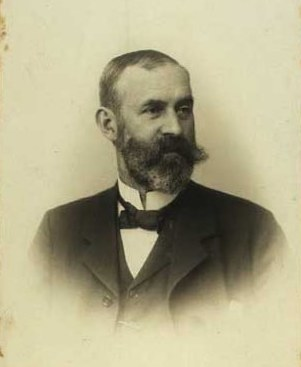
Julie Laurbergs porträtt av affärsmannen Theodor Wessel, grundaren av Wessels och Magasin du Nord.
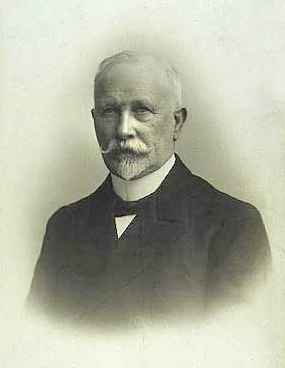
Emil Vett, medgrundare av Magasin du Nord.